# فيروس العوز المناعي البشري والحمل
فيروس نقص المناعة البشرية في الحمل هو وجود فيروس يسبب قصورًا في الجهاز المناعي لدى المرأة وهي حامل. يُعتبر فيروس نقص المناعة البشرية أثناء الحمل مصدر قلق لأن النساء المصابات بفيروس نقص المناعة البشرية/الإيدز قد ينقلنَ العدوى إلى أطفالهن أثناء الحمل، وأثناء الولادة والرضاعة الطبيعية. ومع ذلك، يمكن تقليل خطر انتقال فيروس نقص المناعة البشرية من الأم إلى الطفل عن طريق علاج عدوى فيروس العوز المناعي البشري باستخدام العلاج بمضاد الفيروسات القهقرية.
يمكن أن يبدأ هذا العلاج «مدى الحياة» لدى النساء قبل الحمل وخلاله وبعده. بعد الولادة، يُعطى الدواء للأطفال مؤقتًا كإجراء وقائي لتقليل خطر الإصابة. نظرًا لأن فيروس نقص المناعة البشرية يمكن أن ينتقل أيضًا عبر حليب الأم، تُشجَّع الأمهات المصابات في الولايات المتحدة على تجنب الإرضاع الطبيعي.
ومع ذلك، في البلدان النامية مثل جنوب أفريقيا، حيث يكون خطر وفاة الرضيع المرتبط بتجنب الرضاعة الطبيعية الخالصة أعلى من خطر الإصابة بفيروس نقص المناعة البشرية، تُشجَّع الرضاعة الطبيعية الخالصة عند الأم التي لديها حمولات فيروسية مكبوتة.
العدوى بفيروس نقص المناعة البشرية/الإيدز لا يُعد مانعًا للحمل. يمكن أن تختار النساء المصابات بالمرض الحمل إذا رغبنَ في ذلك، ولكن يُشجَّعنَ على التحدث مع أطبائهن مسبقًا. بعض النساء يجهلن المرض حتى يصبحن حوامل. في هذه الحالة، يجب أن يبدأنَ العلاج المضاد للفيروسات القهقرية في أقرب وقت ممكن. مع العلاج المناسب، يمكن تقليل خطر نقل الإصابة من الأم إلى الطفل إلى أقل من 1%. بدون علاج، فإن خطر انتقال العدوى هو 15-45%.
هناك ما يقارب 1.4 مليون امرأة مصابة بفيروس نقص المناعة البشرية تصبحن حوامل وتساهم في أكثر من 300,000 وفاة لحديثي الولادة والأجنة كل عام. مع استخدام العلاج بمضاد الفيروسات القهقرية، انخفض انتقال فيروس نقص المناعة البشرية من الأم إلى الطفل وفقًا لتقارير منظمة الصحة العالمية.
في عام 2009، كان هناك ما يقدَّر بنحو 400,000 طفل وُلِدوا مع فيروس نقص المناعة البشرية وبحلول عام 2013، كان هناك 240000. البلدان في أفريقيا جنوب الصحراء الكبرى هي الأكثر تضرراً من وباء فيروس نقص المناعة البشرية / الإيدز. في عام 2010، كان 30% من جميع حالات الحمل في المنطقة مصابة بفيروس نقص المناعة البشرية. في عام 2011، كان فيروس نقص المناعة البشرية مسؤولاً عن 50% من وفيات الأطفال دون سن الخامسة. في الولايات المتحدة، يولَد أقل من 200 طفل مصاب بفيروس نقص المناعة البشرية كل عام.
اعتبارًا من عام 2015، أصبحت كوبا أول بلد في العالم يقضي تمامًا على انتقال فيروس نقص المناعة البشرية من الأم إلى الطفل. في عام 2010، اشتركت منظمة الصحة العالمية مع منظمة الصحة للبلدان الأمريكية (بّاهو) لتنفيذ مبادرة من شأنها أن توفر اختبار فيروس نقص المناعة البشرية في مرحلة مبكرة قبل الولادة (رعاية قبل الولادة) لجميع النساء الحوامل في كوبا.
بالنسبة للنساء اللاتي أثبتن نتائج إيجابية، وُفّرَ لهنَّ العلاج بمضادات الفيروسات القهقرية لكل من الأم والطفل، وأُجرِيت عمليات الولادة القيصرية، ووُفّرَت بدائل للرضاعة الطبيعية. نجحت الدولة في القضاء على انتقال فيروس نقص المناعة البشرية أثناء الحمل من خلال تنفيذ هذه التدابير.

## التخطيط للحمل
لدى الأزواج حيث يكون كل من الذكور والإناث مصابين بفيروس نقص المناعة البشرية، يمكن أن يحدث الحمل بشكل طبيعي دون القلق من انتقال المرض. ومع ذلك، لدى الأزواج حيث يكون هناك شريك واحد مصاب بفيروس نقص المناعة البشرية، هناك خطر نقل العدوى إلى الشريك غير المصاب. يُنصح هؤلاء الأزواج، المعروفون باسم الأزواج المتباينين مصليًا، بعدم الانخراط في الاتصال الجنسي غير المحمي. بدلًا من ذلك، استخدام أساليب الإنجاب المساعدة (تقنيات التلقيح المساعدة). لدى جميع الأزواج المتباينين مصليًا، يُنصح الشريك المصاب ببدء المعالجة المضادة للفيروس القهقري بحيث لا يمكن اكتشاف حمولتها الفيروسية قبل محاولة الحمل.
لدى الأزواج حيث تكون المرأة غير مصابة بفيروس نقص المناعة البشرية والرجل مصاب، تُجمَع الحيوانات المنوية من الشريك الذكر ويُزال فيروس العوز المناعي البشري من العينة باستخدام تقنية تسمى غسل الحيوانات المنوية. ثم تتبع هذه العملية التلقيح داخل الرحم أو الإخصاب في المختبر خارج الرحم. يمكن للأزواج أيضًا استخدام الحيوانات المنوية المُتبَرع بها من ذكر غير مصاب إذا رغبت في ذلك.
لكنه يوصى باستخدام تقنية التلقيح الاصطناعي، لدى الأزواج حيث يكون كل من الرجل والمرأة مصاب بفيروس نقص المناعة البشرية.
في المناطق التي لا تتوفر فيها التقنيات المساعدة على الإنجاب، مثل التلقيح داخل الرحم أو الإخصاب في المختبر، يمكن محاولة التقنيات المستخدمة أثناء الجماع للحد من خطر انتقال فيروس نقص المناعة البشرية، ولكن ليس القضاء عليه. الأهم من ذلك، أظهرت تجربة (إتش بّي تي إن 052) أنه عندما كان الشركاء المصابون بفيروس نقص المناعة البشرية يعالَجون بمضادات الفيروسات القهقرية وكان حملهم الفيروسي غير قابل للكشف، لم يحدث بينهم أي انتقال. لكن لدى الشركاء الذين لديهم حمولة فيروسية يمكن كشفها ويُعالَجون بمضادات الفيروسات القهقرية كان لديهم انتقال أقل بنسبة 96%.
يستخدم العديد من الأزواج المتباينين مصليًا طريقة الوقاية قبل التعرض (بّي آر إي بّي) للحد من انتقال العدوى إلى الشريك غير المصاب. تبين أن الاستخدام اليومي لطريقة (بّي آر إي بّي) يقلل من انتقال العدوى بمعدل 63-75%. ومع ذلك، لم يُدرَس بعد استخدام (الوقاية قبل التعرض) أثناء الحمل، كما أن آثاره الطويلة الأمد على الجنين غير معروفة.
على الرغم من توفر تقنيات الإنجاب المساعدة للأزواج المتباينين مصليًا، ما تزال هناك قيود على تحقيق الحمل الناجح. ثبت أن النساء المصابات بفيروس نقص المناعة البشرية قلَّت لديهنَّ الخصوبة، ما يؤثر على الخيارات الإنجابية المتاحة. كما أن النساء المصابات بفيروس نقص المناعة البشرية أكثر عرضة للإصابة بأمراض أخرى تنتقل عن طريق الاتصال الجنسي، ما يعرضهن لخطر أكبر لحدوث العقم.
يبدو أن الذكور المصابين بفيروس نقص المناعة البشرية قلَّت لديهم كمية السائل المنوي وحركية الحيوانات المنوية، هذا ما يقلل من خصوبتهم. يمكن أن تؤثر المعالجة المضادة للفيروس القهقري أيضًا على خصوبة الذكور والإناث، وقد تكون بعض الأدوية سامة للأجنة. بالإضافة إلى ذلك، كانت هناك حالات إصابة شريك سلبي (أي غير مصاب) بفيروس نقص المناعة البشرية بالمرض على الرغم من التلقيح الصناعي بالحيوانات المنوية المغسولة.

## اختبار فيروس نقص المناعة البشرية خلال الحمل
توصي مراكز السيطرة على الأمراض والوقاية منها (سي دي سي) بإجراء اختبار فيروس نقص المناعة البشرية لجميع النساء الحوامل كجزء من الرعاية الروتينية قبل الولادة. عادةً ما يُجرى الاختبار في الأشهر الثلاثة الأولى من الحمل مع الاختبارات الروتينية الأخرى. يوصى باختبار فيروس نقص المناعة البشرية لأن النساء المصابات بهذا الفيروس اللاتي لا يخضعْنَ للفحص هنَّ أكثر عرضة لنقل العدوى إلى أطفالهن.